# Hrvatski svjetozor
Hrvatski svjetozor s podnaslovom list za naše vrijeme za obrazovanje i zabavu prve su informativne novine u Hrvatskoj. Izlaze u Zagrebu svake nedjelje od 1. srpnja 1877. g. do 30. lipnja 1878. g., a potom još dva sveska, za srpanj i kolovoz, izlaze kao mjesečnik. Pokrenuo ih je vlastitim sredstvima Milan Grlović ujedno novinar, urednik, izdavač i vlasnik. Tiskane su u tiskari C. Albrechta. 
List počinje izlaziti početkom Rusko-turskog rata 1877. – 1878., a prestaje izlaziti nakon Berlinskog kongresa, ali ovi događaji za koju je bila zainteresirana javnost u Hrvatskoj ne zauzimaju glavninu prostora u listu. Na koncepciju lista kao informativnog tjednika i odabir rubrika bitno utječe činjenica da je Grlović bio novinar. U Hrvatskoj u vrijeme pojavljivanja Hrvatskog svjetozora novine financijski podupiru političke stranke ili vlada za koje pišu obrazovani ljudi koji nisu novinari po struci. List nastoji čitatelje obavijestiti o aktualnim, ali i prošlim događajima kulturnog i društvenog života Hrvatske, znanstvenim dostignućima i zanimljivostima iz svijeta znanosti, zabaviti čitatelje, ali i proširiti mu vidike u svijet. Teme o kojima piše grupirane su oko rasprave i članka, rubrike listak i skupine rubrika kulturno povijesne vijesti. Listak donosi prijevode djela stranih književnosti u nastavcima. Skupina kulturno povijesne vijesti sa stalnim rubrikama koje se izmjenjuju iz broja u broj – vijesti iz akademije, crkva, diplomatske vijesti, društvene vijesti, glazba i kazalište, gospodarstvo i šumarstvo, historijski kalendar, iz sudnice, knjige, knjižarstvo i novinstvo, likovna umjetnost, literatura, naravoslovje, naši dužnici, nove hrvatske knjige, osobne vijesti, prirodoslovje,  promet i trgovina, starine, statistika, svaštice, svečanosti, tvorna umjetnost, umjetnost, umrli, uprava i sudstvo, vojska i pomorstvo, zemljopis, zgode i nezgode, znanost – dotaknula je i teme koje dnevne listove ne zanimaju. Najviše redaka u rubrici list je posvetio glazbi i kazalištu. Informacije su iznijete sažeto i bez uljepšavanja.
U članku „Hrvatsko žurnalističko društvo“ objavljenom u br. 20 Grlović je još 1877.g. iznio ideju o potrebi osnivanja profesionalnog društva novinara koje bi poboljšao njihov položaj u društvu i podupiralo njihovo neovisno pisanje.
Puni razvitak informativnih novina nastavlja se početkom 20. st. s Novim listom, Obzorom, Novostima i Jutarnjim listom.

## Dostupnost
Hrvatski svjetozor dostupan je na mikrofilmu u Nacionalnoj i sveučilišnoj knjižnici u Zagrebu. Više u online katalogu URL: http://katalog.nsk.hr/(14.7.2012)%5Bneaktivna+poveznica%5D